# Rhaphidophora marmorata
Rhaphidophora marmorata är en insektsart som beskrevs av Heinrich Hugo Karny 1924. Rhaphidophora marmorata ingår i släktet Rhaphidophora och familjen grottvårtbitare. Inga underarter finns listade i Catalogue of Life.